# Forgotten Realms: Demon Stone
 (juin 2019).
Si vous disposez d'ouvrages ou d'articles de référence ou si vous connaissez des sites web de qualité traitant du thème abordé ici, merci de compléter l'article en donnant les références utiles à sa vérifiabilité et en les liant à la section « Notes et références ».
Forgotten Realms: Demon Stone est un jeu vidéo de type beat them all développé par Stormfront Studios et édité par Atari Inc. en 2004 sur PlayStation 2, Windows et Xbox. Le jeu se déroule dans l'univers des Royaumes oubliés.

## Présentation
Forgotten Realms: Demon Stone est un beat them all dans lequel le joueur incarne à la fois trois personnages : Rannek le guerrier, Illius l'ensorceleur, et Zhaï la roublarde. Le jeu permet de diriger également le célèbre drow Drizzt Do'Urden dans un passage. C'est en utilisant les caractéristiques de chacun de ces personnages que le joueur arrivera à avancer dans ce jeu au scénario classique.